# Clostridium novyi
Clostridium novyi es un microorganismo altamente patógeno, de la familia Clostridiaceae, se le ha identificado dos tipos:
Tipo A: causante de la gangrena gaseosa en el humano y en infecciones en carneros en heridas.
Tipo B: en esta infección hay menor producción de gas y un color más claro, emite un olor putrefacto.
La infección más típica de este microorganismo es la hepatitis necrótica o llamada también Bradsot Alemán, producida por Clostidium novyi tipo B, afectando principalmente a ovinos aunque ya fue aislada de bovinos.
Este microorganismo puede estar como saprofito en el hígado, se encuentra latente hasta que encuentra las condiciones anaeróbicas, condiciones que son necesarias para la familia Clostridium, produciendo microlesiones asociadas a parásitos, estos en conjunto producen focos necróticos en el hígado, de los cuales difunden toxinas al torrente sanguíneo produciendo toxemia, esta a su vez provocando lesiones a nivel sunbcutáneo, de aparencia negra y hemorrágica llamándose la Enfermedad Negra.